# 沙帕雷扬
沙帕雷扬（法語：Chapareillan，法語發音：[ʃapaʁɛjɑ̃]）是法国伊泽尔省的一个市镇，位于该省东部，和萨瓦省接壤，属于格勒诺布尔区。

## 地理
沙帕雷扬（45°27'46"N, 5°59'28"E）面积30.28 平方千米，位于法国奥弗涅-罗讷-阿尔卑斯大区伊泽尔省，该省份为法国东南部内陆省份，北起顺时针与安省、萨瓦省、上阿尔卑斯省、德龙省、阿尔代什省、卢瓦尔省和罗讷省。
与沙帕雷扬接壤的市镇（或旧市镇、城区）包括：圣玛丽迪蒙、莱索、巴罗、蓬沙拉、波特德萨瓦。

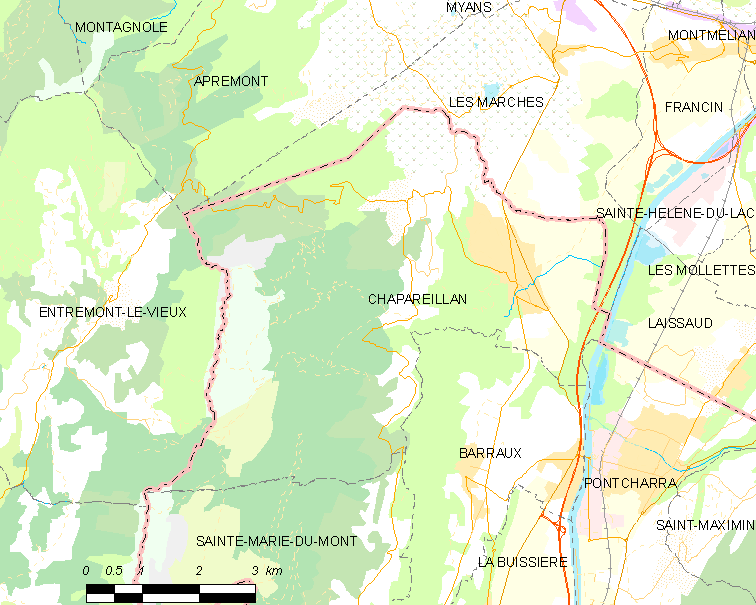
沙帕雷扬的OSM定位图

沙帕雷扬的时区为UTC+01:00、UTC+02:00（夏令时）。

## 行政
沙帕雷扬的邮政编码为38530，INSEE市镇编码为38075。

## 政治
沙帕雷扬所属的省级选区为上格雷西沃当县。

## 人口

1962-2008年间沙帕雷扬人口变化图示

沙帕雷扬于2022年1月1日时的人口数量为3049人。